# Dorfkirche Jänickendorf (Steinhöfel)

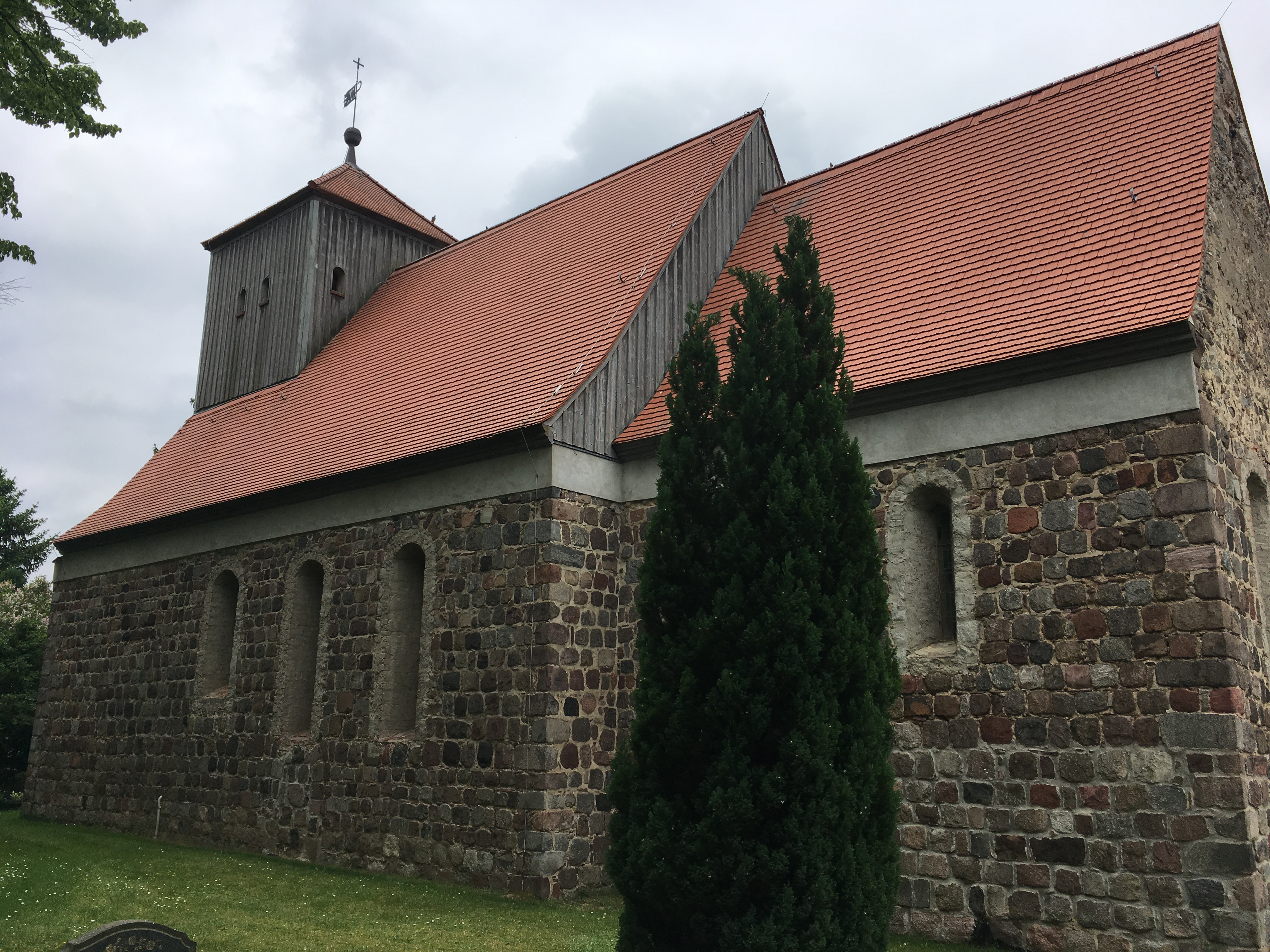
Dorfkirche Jänickendorf

Die evangelische Dorfkirche Jänickendorf ist eine Feldsteinkirche aus dem 13. Jahrhundert in Jänickendorf, einem Ortsteil der Gemeinde Steinhöfel im Landkreis Oder-Spree im Land Brandenburg. Die Kirchengemeinde gehört zum Kirchenkreis Oderland-Spree der Evangelischen Kirche Berlin-Brandenburg-schlesische Oberlausitz.

## Lage
Die Straße Am Dorfring umspannt in West-Ost-Ausrichtung den historischen Dorfanger. Dort steht das Gebäude auf einer erhöhten Fläche, die mit einer Mauer aus unbehauenen und nicht lagig geschichteten Feldsteinen eingefriedet ist.

## Geschichte
Der Sakralbau entstand im dritten Viertel des 13. Jahrhunderts als Kirchenschiff, Chor und dem Unterbau des Westturms. Dieser wurde 1691 um einen Turmaufsatz ergänzt. Zur Zeit des Barock wurden die Fenster weitgehend überformt.

## Baubeschreibung

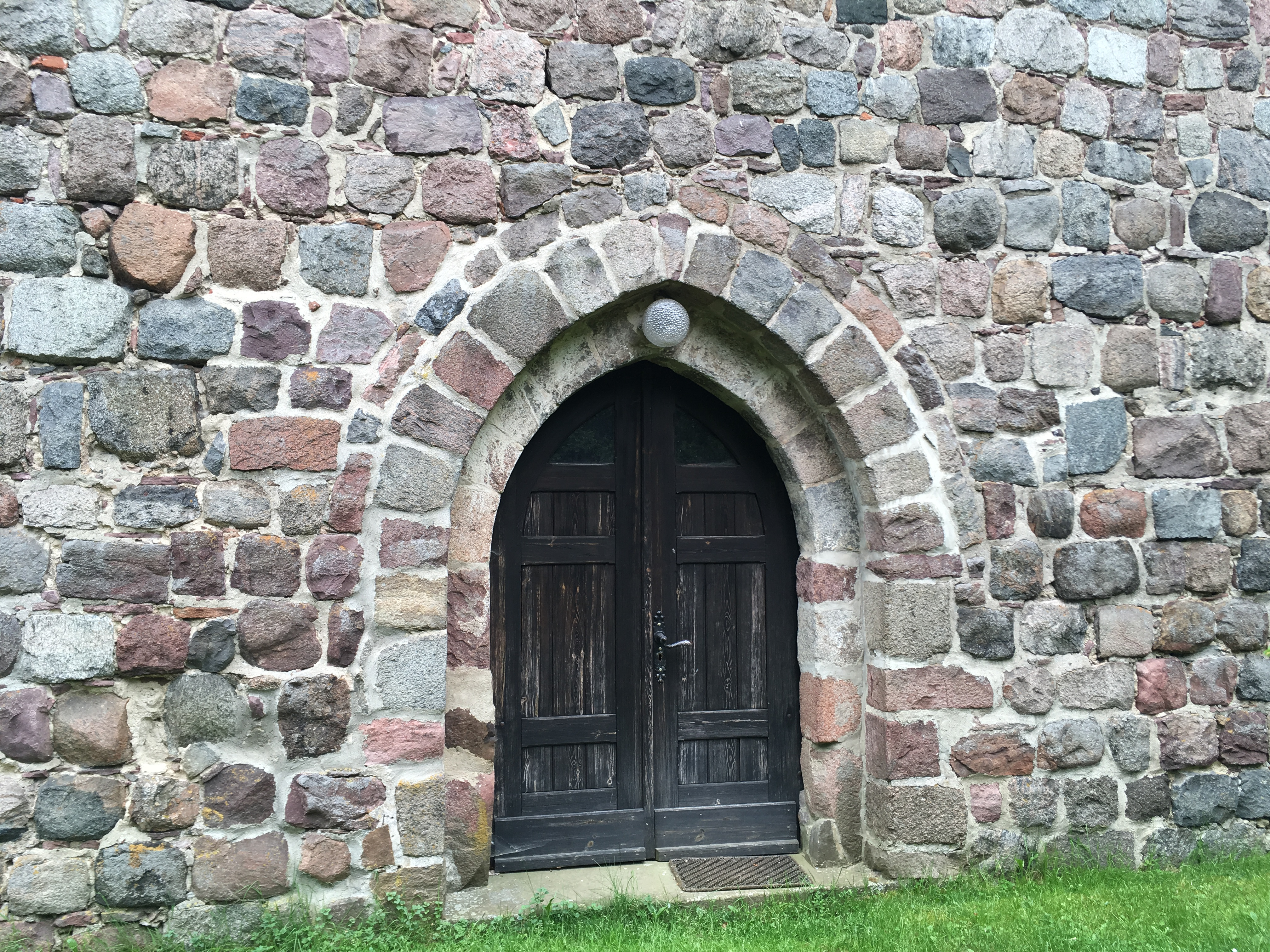
Westportal

Die Baumeister nutzten im Wesentlichen Feldsteine, die überwiegend sorgfältig behauen und meist lagig geschichtet wurden. Der eingezogene quadratische Chor schließt im Osten gerade ab. An der Ostwand ist eine Dreifenstergruppe vorhanden, von denen sich das mittlere Fenster im originalen Zustand befinden könnte. Die beiden anderen Öffnungen wurden vergrößert; die Gewände mit Putz bearbeitet. Oberhalb der Fenstergruppe wurden deutlich kleinere, unbehauene Steine genutzt, die nicht mehr geschichtet wurden. Es ist daher denkbar, dass dieser Bereich zu einer früheren Zeit ebenfalls verputzt oder verbrettert war. Im Giebel ist eine kreuzförmige Öffnung. Die Nordwand des Chors entstand ebenfalls aus lagig geschichteten Feldsteinen. Dort sind zwei Fensteröffnungen, die ebenfalls vergrößert wurden. Im östlich gelegenen Fenster sind Ausbesserungsarbeiten aus rötlichem Mauerstein erkennbar; darüber weitere Ausbesserungen im Mauerwerk. Ähnlich zeigt sich auch die Südwand. Im westlichen Bereich ist eine Priesterpforte. Die Laibung ist hier aus sorgfältig behauenen Feldsteinen errichtet worden; Ausbesserungsarbeiten sind nicht erkennbar. Sie dürfte daher aus der ursprünglichen Bauzeit stammen.
Das Kirchenschiff hat einen rechteckigen Grundriss. Die östliche Wand ist aus Feldsteinen, der Giebel verbrettert. An der Nordseite sind die Reste von zwei mit Gesteinssplittern zugesetzten Fenstern erkennbar. Mittig ist ein großes Rundbogenfenster mit einer Laibung aus Mauerstein. An der Südseite sind drei große Fenster, gefolgt von einem westlich gelegenen, hochgesetzten Rundbogenfenster. Unterhalb des mittleren Fensters sind die Reste einer zugesetzten Gemeindepforte erkennbar. Auch sie dürfte aus der Bauzeit stammen. Am Übergang zur Dachtraufe ist ein umlaufendes, verputztes Band. Chor und Schiff tragen ein schlichtes Satteldach, das mit Biberschwanz gedeckt ist.
Der Kirchturm nimmt im unteren Bereich die volle Breite des Kirchenschiffs ein. Er entstand zur Bauzeit, so dass keine Baunaht erkennbar ist. Der Zugang erfolgt über ein mächtiges, zweifach getrepptes Spitzbogenportal, dessen Laibung mit weiteren umlaufenden Feldsteinen nochmals betont wird. Die übrigen Wände an diesem Bauteil sind fensterlos; die Steine im oberen Bereich zum Teil nicht mehr so exakt behauen. Darauf sitzt ein verbretterter, quadratischer Aufsatz mit einer großen Klangarkade an der Westseite und zwei kleineren Schallöffnungen an der Nord- und Südseite. Das Pyramidendach schließt mit Turmkugel und Wetterfahne ab.

## Ausstattung
Der polygonale Kanzelkorb stammt aus der ersten Hälfte des 17. Jahrhunderts. Die Fünte wurde Anfang des 19. Jahrhunderts aus Eisenguss hergestellt. Im flach gedeckten Innern befinden sich weiterhin eine Empore sowie ein spitzbogiger Triumphbogen.
Die Orgel erbaute 1783 Ferdinand Dinse; das Instrument wurde nach 1945 zum Teil zerstört. Südwestlich des Bauwerks erinnern zwei Gedenksteine an die Opfer der Weltkriege.